# Lepista (erebídeos)
Lepista é um gênero de traça pertencente à família Arctiidae.